# Argelia Velez-Rodriguez
Pour les articles homonymes, voir Velez et Rodriguez.
Argelia Velez-Rodriguez (née en 1936) est une mathématicienne et éducatrice cubano-américaine. Elle a été la première femme noire à obtenir un doctorat en mathématiques à Cuba.

## Jeunesse
Quand Argelia Velez-Rodriguez était jeune, son père travaillait au gouvernement sous le dirigeant de Cuba, Fulgencio Batista. Au début du gouvernement de Batista, il améliora le système éducatif cubain. Sa famille était catholique romaine et elle a donc été scolarisée dans les écoles primaires et secondaires catholiques. Pendant sa scolarité, les professeurs ont remarqué son intérêt pour les mathématiques et elle a remporté un concours de mathématiques à l'âge de 9 ans.

## Formation
Velez-Rodriguez a obtenu son bachelor à l'Institut Marianao en 1955,. Elle a poursuivi ses études à l'université de La Havane où elle a obtenu son doctorat en 1960. Ses instructrices dans ces établissements étaient des femmes titulaires d'un doctorat en mathématiques. Seule une faible proportion de la population cubaine était noire. Par conséquent, bien que tous ses instructeurs soient des femmes titulaires d’un doctorat en mathématiques, elle est la première femme noire à obtenir un doctorat à Cuba. Selon une citation de Velez-Rodriguez, elle n'a pas été victime de discrimination raciale à Cuba. La seule fois où elle l'a été, c'est dans des lieux détenus ou contrôlés par les États-Unis. Sa thèse de doctorat portait sur les équations différentielles et les orbites astronomiques, et sa dissertation portait sur la détermination des orbites à l'aide de la méthode de Talcott, intitulée "Determination of Orbits Using Talcott's Method".

## Carrière
En 1962, elle décide d'émigrer aux États-Unis avec son fils et sa fille, suivis de son mari trois ans plus tard. C'est au Texas College qu’elle a occupé le premier poste d’enseignant aux États-Unis en 1962, en mathématiques et en physique. En 1972, elle est professeure au Bishop College, au Texas, et directrice du département de mathématiques de 1975 à 1978. Elle a quitté Bishop en 1979 et a été embauchée par la National Science Foundation pour travailler avec le programme d'amélioration scientifique des minorités. En 1980, elle a été engagée par le département américain de l’éducation pour diriger le programme d’amélioration scientifique des minorités.